# Pergamins municipals de Barcelona

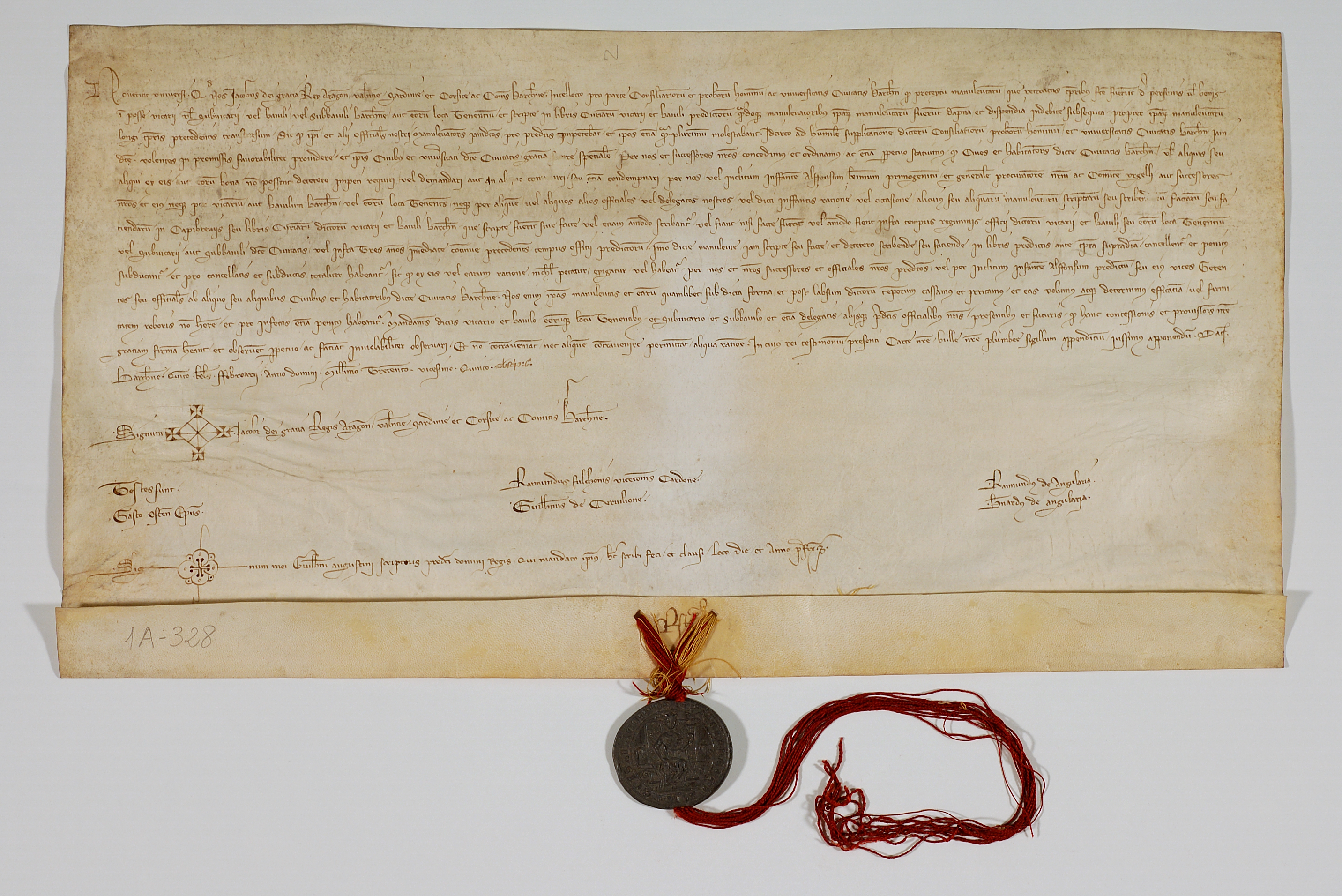
Pergamins municipals. Arxiu Històric de la Ciutat de Barcelona. Any 1326

La sèrie documental dita Pergamins municipals de l'Arxiu Històric de la Ciutat de Barcelona s'anomena així per distingir-la d'altres sèries també en pergamí de l'Arxiu Històric però que tenen una filiació diferent, com els Pergamins patrimonials o els Pergamins gremials, provinents, respectivament, d'arxius aliens a la institució municipal (arxius privats i familiars) i de corporacions professionals o d'associacions assistencials vinculades a un ofici menestral.

## Cronologia
Els Pergamins municipals estan formats per 2.688 documents o unitats, els quals, cronològicament, abracen un període que comença l'any 885 (molt abans de la constitució del municipi medieval a mitjan segle xiii) i acaba el 1908. Aquesta sèrie només és una part de la primitiva col·lecció que guardava històricament el municipi barceloní o Consell de la ciutat. Per diversos atzars, la col·lecció de pergamins fou dividida i una part significativa i seleccionada dels documents en aquest suport ingressaren a l'Arxiu de la Corona d'Aragó entorn de l'any 1820, coincidint amb les agitacions polítiques i socials preliminars del denominat Trienni Liberal. Es tracta d'aquells privilegis i altres documents reials que el municipi guardava en caixes, confiades successivament a convents de la ciutat per a la seva custòdia i salvaguarda. Són un total de 488 diplomes compresos entre els anys 1225 i 1707. L'any 1971 se'n va publicar el catàleg (Privilegis reials concedits a la ciutat de Barcelona), el qual inclou el regest i una considerable selecció de diplomes amb llur text íntegre.

## Tipologia
Les tipologies documentals que hom troba en Els pergamins municipals són molt variades, i responen a la llarga vicissitud històrica del municipi. A més dels privilegis reials originals, confirmacions i còpies d'aquests mateixos privilegis, s'hi descobreixen tipologies referides a múltiples actes jurídics inherents al govern de la vida urbana de Barcelona, especialment en el seu vessant econòmic: debitoris, àpoques, definicions de comptes, compravendes d'immobles, i creació de censals morts i violaris. De caràcter judicial, s'hi troben plets, sentències, arbitratges, apel·lacions, sindicats, procuracions, etc. Amb caràcter privat, hi ha nombrosos instruments d'establiments, dots i esponsalicis, donacions i cessions de drets, testaments i marmessories, els quals, si bé afectaven inicialment interessos particulars, posteriorment acabaren interessant el bé públic de la ciutat i s'integraren en el seu arxiu com a proves i antecedents del bé adquirit. També hi ha molta documentació referent a les anomenades Baronies de la ciutat que Barcelona obtingué per assegurar-se la provisió de blats i altres vitualles essencials, com a garantia de préstecs importants concedits a la monarquia i també per raons de defensa i estratègia; la ciutat exercí sobre les esmentades baronies la plena senyoria feudal. Una àmplia selecció de tot aquest conjunt documental fou copiat i integrat successivament en els Llibres de privilegis, especialment en els anomenats Llibre Verd de Barcelona i Llibre Vermell, per entendre que constituïen un autèntic corpus jurídic per al bon govern de la ciutat.

## El més antic
El pergamí més antic de la sèrie correspon a l'any 885, i de fet no parla de Barcelona ni procedeix del fons històric de l'antic arxiu dels consellers de la ciutat, però hi ha quedat excepcionalment incorporat des de fa molt temps. És un instrument de donació al monestir benedictí de Sant Joan de les Abadesses per part del comte i marquès Guifré -el cèlebre Guifré el Pilós- i la seva esposa Guinedella: hi fan oblació de llur filla Emma i de diverses propietats immobles com a dotació patrimonial de la noia. És un diploma que ens ha arribat en una còpia del segle X i en una versió interpolada, és a dir, que conté el text original però amb alguns afegitons posteriors interessats.

## El pergamí de la confirmació
Del 1258 és el pergamí de la confirmació, feta pel rei Jaume I (Jaume el Conqueridor), de les anomenades Ordinacions marítimes dels Prohoms de la Ribera de Barcelona (Ordinacions de Ribera), consignades en vint-i-un capítols on s'exposa l'estatut del dret públic marítim i una reglamentació de policia i seguretat del port de Barcelona i de les seves naus, amb alguns preceptes sobre relacions mercantils privades.

## Els pergamins de l'emperador romà d'Orient Andrònic II
Són remarcables també dos pergamins procedents de la cancelleria imperial bizantina, expedits el gener de 1296 i l'octubre de 1315. En el primer, conservat en la versió original grega i en una traducció llatina coetània, l'emperador Andrònic II atorga als súbdits del rei aragonès el privilegi de comerciar lliurement i amb seguretat tant a Constantinoble com en totes les altres terres del seu imperi, a canvi del pagament d'un dret sobre les mercaderies. En el segon, conservat només en grec, el mateix emperador concedeix a quatre mercaders catalans el lliure comerç en els seus dominis, també pagant un percentatge sobre les mercaderies.

## El privilegi de Ferran el Catòlic
Del rei Ferran II (Ferran el Catòlic) destaca el seu privilegi de 1493 concedint a la ciutat de Barcelona la reforma del seu règim municipal: entre altres disposicions, augmenta de 128 a 144 el nombre dels jurats del Consell de Cent, modifica el mecanisme d'elecció dels cinc consellers i dels oficials de la ciutat, amplia de 32 a 36 els membres del Trentenari, retoca el juí de prohoms i altres detalls de l'administració municipal.

## El privilegi de l'arxiduc Carles
De l'arxiduc Carles, nomenat rei (Carles III) per les Corts catalanes, es conserva un pergamí, ornat bellament, en forma de quadern de 20 pàgines, contenint el seu reial privilegi pel qual aprova uns capítols presentats per la ciutat de Barcelona per a la reforma del procediment d'elecció dels consellers en cap, segon i tercer. És datat a Barcelona, el 3 de novembre de 1708, en plena Guerra de Successió (Guerra de Successió espanyola).
El darrer pergamí de la col·lecció, de 1908, és l'acta oficial de la inauguració simbòlica de les obres de la Reforma Interior de Barcelona, en presència del rei Alfons XIII, el president del Consell de Ministres Antonio Maura i tota la corporació municipal i altres autoritats.

## El Catàleg dels pergamins municipals
A partir de l'any 2005 es va començar a publicar el Catàleg dels pergamins municipals de Barcelona, seguint un mètode de treball prèviament planificat. En primer lloc es van identificar i ordenar cronològicament totes les unitats documentals objecte del treball, les quals van ser sotmeses a un acurat procés de desinfecció i restauració. Posteriorment es va redactar una fitxa catalogràfica de cada pergamí, contenint un número d'ordre, la data, un resum ampli del contingut i les dades tècniques i descriptives de la peça. La publicació del Catàleg és prevista en set volums, sis dels quals ja han estat editats.